# Deutscher Frauenverein Reform
Der Deutsche Frauenverein Reform wurde am 30. März 1888 in Weimar von Hedwig Kettler gegründet.
1891 wurde er in Frauenbildungs-Reform umbenannt und gilt als ein „Meilenstein der Frauenbewegung“.
Der Verein trat als erster deutscher Verein für ein umfassendes Recht von Frauen auf ein Universitätsstudium aller Fächer ein. Daher engagierte er sich auch für die Einrichtung von Mädchengymnasien, in denen der gleiche Lehrplan wie für Knabengymnasien gelten sollte. Zudem engagierte sich der Verein für die Zulassung von Frauen zur Hochschulreife. Zitat:

„Wir glauben, daß kein Mensch das Recht hat, seinem Nebenmenschen, auch wenn dieser eine Frau ist, vorzuschreiben: Bis hierher entwickelst du dich, aber um keine Linie weiter; bis hierher denkst du, aber um keinen Gedanken weiter! - Und wir glauben, daß kein Mensch das Recht hat, seinem Nebenmenschen, auch wenn dieser eine Frau ist, aus Prinzip das größte Glück des Lebens zu rauben: befriedigende Arbeit in einem selbst erwählten, einem nicht aufgezwungenen Berufe“

Mit diesen Forderungen ging der Frauenverein Reform über die Ziele der Bildungspionierin Helene Lange hinaus, die für nach Mädchen und Jungen getrennt gegenderte Bildungsprogramme plädierte.
Auf Initiative des Vereins entstanden unter anderem das Lessing-Gymnasium Karlsruhe, das Fichte-Gymnasium Karlsruhe und die Sophienschule Hannover.